# Låpsley
Låpsley (* 7. August 1996 in Southport; eigentlich Holly Lapsley Fletcher) ist eine englische Elektropop-Musikerin aus Liverpool.

## Karriere
Holly Lapsley Fletcher wuchs in ihrer Geburtsstadt Southport im Nordwesten Englands auf. In jungen Jahren genoss sie eine umfangreiche klassische Musikausbildung und lernte Klavier, Gitarre und Oboe. Gleichzeitig war sie aber Mitglied in mehreren Bands, bevor sie beschloss, ihre eigene Musik zu machen. Sie veröffentlichte 2014 bei SoundCloud ihre erste, selbstproduzierte EP und erreichte damit über eine Million Aufrufe. Daraufhin trat sie beim Glastonbury Festival auf der Kandidatenbühne von BBC Introducing auf und wurde auch von den DJs des Senders empfohlen. Dies führte schließlich zu einem Plattenvertrag mit XL Recordings.
Ende des Jahres gehörte Låpsley zu den 15 Kandidaten von Sound of 2015, denen von der BBC der Durchbruch für das kommende Jahr vorhergesagt wurde. Gleich zu Jahresbeginn veröffentlichte sie die EP Understudy. Mit den Songs Falling Short und Hurt Me kam sie zwar in die Top 10 der britischen Indie-Charts, verpasste aber die Top 100 der offiziellen Singlecharts. Allerdings wurde das zweite Lied ein Überraschungserfolg in Belgien: Es erreichte Platz 8 der Charts in Flandern und wurde mit Gold ausgezeichnet.
Bis zu ihrem Debütalbum Long Way Home verging ein weiteres Jahr. Es erschien im Frühjahr 2016 und erreichte Platz 32 in den UK-Charts. Auch in einer Reihe weiterer europäischer Länder und in den US-Albumcharts konnte es sich platzieren.

## Diskografie
Alben
- Long Way Home (2016)
- Through Water (2020)
- Cautionary Tales of Youth (2023)
- I’m a Hurricane, I’m a Woman in Love (2025)

EPs
- Monday (2014)
- Understudy (2015)
- These Elements (2019)
- A Guilty Heart Can Never Rest (2024)

Lieder
- Station (2014)
- Painter (Valentine) (2014)
- Falling Short (2015)
- Brownlow (2015)
- Hurt Me (2015)
- Love Is Blind (2016)
- Cliff (2016)
- Operator (He Doesn’t Call Me) (2016)
- Womxn (2020)
- 32 Floors (2022)
- Lifeline (2023)
- Better (2024)